# Chunk! No, Captain Chunk!
I Chunk! No, Captain Chunk! (spesso abbreviati in C!NCC!) sono una band pop punk francese formata nel 2007 a Parigi.

## Storia del gruppo

### Formazione e primo album (2007-2010)
La band si è formata nel 2007, quando Paul Wilson e Zephyr Centeno volevano sperimentare un nuovo genere musicale, influenzato da pop punk, hardcore punk ed heavy metal, facendo partecipare i suoi amici Bertrand Poncet, Jonathan Donnaes ed altri due membri. Poco dopo la formazione gli altri due membri abbandonarono il progetto e così chiesero al fratello di Bertrand, Éric Poncet, e ad un loro stretto amico, Mathias Rigal, i quali non avendo esperienze musicali precedenti si unirono alla band. Tuttavia, Zephyr, dopo aver scritto due canzoni per la band (We Fell Fast e Born For Adversity, con la quale sono stati inclusi nel primo album in studio), ha lasciato il gruppo a causa di movimento, di passare da Parigi a Lille. Il nome della band è preso da una scena del film del 1985 The Goonies, nella quale Chunk e Sloth soccorrono i propri amici; Poncet descrive la scelta de I Goonies come "un riferimento alla nostra infanzia". Poco dopo la formazione, la band registrò un EP omonimo, contenente la canzone "MILF" che venne ri-registrata nel loro album di debutto. La band si trovò in difficoltà nell'acquisire popolarità in Francia dove, secondo l'opinione di Bertrand, "non c'è nessuna scena rock", trovarono supporto nel suonare in altri paesi come l'Asia, e specialmente il Nord America.
Il 2 settembre 2008, la band ha pubblicato il loro primo singolo ufficiale "In Friends We Trust", accompagnata dal video musicale. Il 1º novembre 2009 la band ha pubblicato il loro album di debutto autoprodotto Something for Nothing.

### La firma con la Fearless Records (2011–2013)
Dopo aver firmato con l'etichetta discografica Fearless Records nel 2011, hanno pubblicato di nuovo il loro album di debutto Something for Nothing il 19 luglio 2011. La band era felice di firmare per la Fearless Records, considerata "una delle migliori etichette discografiche per quel tipo di musica". La nuova versione dell'album comprende una nuova illustrazione di copertina e una track list diversa, sostituendo MILF e Alex Kidd in a Miracle World con la canzone Make Them Believe, che era una bonus track nella versione originale dell'album. Insieme all'uscita della riedizione la band ha pubblicato un video musicale per Captain Blood, secondo singolo estratto dall'album.
Nell'ottobre 2011 i Captain Chunk! Si sono uniti al tour Europeo della Artery Foundation "Across the Nation", nel quale hanno conosciuto alcuni membri della band Outta Peak. In quell'occasione fu la prima volta in cui i Captain Chunk! si sono esibiti nel Regno Unito. Nel novembre 2011 la band ha registrato una cover di Kesha, We R Who We R, che è incluso nella raccolta Punk Goes Pop 4, parte della serie di raccolte di cover Punk Goes..., pubblicato nel 21 novembre 2011.
Nel 2012 i Captain Chunk! si espansero rapidamente, partecipando al tour di debutto della band deathcore Chelsea Grin "The Sick Tour" e al Warped Tour. Grazie alla loro performance nel Warped Tour il loro singolo In Friends We Trust è stato inserito nella compilation Warped Tour 2012 Tour Compilation. La band ha fatto anche da supporto ai Woe, Is Me nel loro "Talk Your [S]#?! Tour" tra novembre e dicembre 2012.
Nel gennaio 2013 la band ha iniziato a registrare il suo secondo album, Pardon My French, in Michigan. È stato poi pubblicato dalla Fearless Records il 30 aprile 2013.

### Il terzo e il quarto album (2015-presente)
Il 19 maggio 2015 è uscito il terzo album, intitolato Get Lost, Find Yourself. Nell'estate del 2016 hanno pubblicato il singolo Blame It On This Song e hanno contribuito alla compilation Rock Sound Presents: The Black Parade con la cover di Disenchanted dei My Chemical Romance.
Nel 2020 il cantante Poncet ha annunciato che la band ha iniziato a comporre nuova musica e che hanno pianificato di pubblicare un nuovo album per l'anno successivo.
Il 14 maggio 2021 pubblicano il singolo Bitter e svelano il nome dell'album, Gone Are The Good Days, che viene pubblicato il 30 luglio.

## Formazione

### Formazione attuale
- Bertrand Poncet – voce (2007-presente)
- Éric Poncet – chitarra solista (2007-presente)
- Paul Wilson – chitarra ritmica, voce secondaria (2007-presente)
- Mathias Rigal – basso (2007-presente)
- Bastien Lafaye – batteria, percussioni (2014-presente)

### Ex componenti
- Zephyr Centeno – voce secondaria (2007)
- Takami Nakamoto – chitarra solista (2007)
- Vincent Dahmer – basso (2007)
- Jonathan Donnaes – batteria, percussioni (2007-2014)

## Discografia

### Album in studio
- 2010 – Something for Nothing
- 2013 – Pardon My French
- 2015 – Get Lost, Find Yourself
- 2021 – Gone Are The Good Days

### EP
- 2008  – Chunk! No, Captain Chunk!

### Singoli
- 2010 – In Friends We Trust
- 2011 – We R Who We R (cover di Kesha)
- 2011 – Captain Blood
- 2013 – Restart
- 2013 – Taking Chances
- 2014 – All Star (cover degli Smash Mouth)
- 2015 – Playing Dead
- 2015 – The Other Line
- 2016 – Blame It On This Song
- 2021 – Bitter
- 2021 – Gone Are The Good Days
- 2021 – Complete You

### Apparizioni in compilation
- 2011 – Punk Goes Pop 4
- 2012 – Warped Tour 2012 Tour Compilation
- 2014 – Punk Goes 90's 2
- 2014 – Warped Tour 2014 Tour Compilation
- 2016 – Warped Tour 2016 Tour Compilation
- 2016 – Rock Sound Presents: The Black Parade

## Videografia

### Video musicali
- 2010 – In Friends We Trust
- 2011 – Captain Blood
- 2013 – Taking Chances
- 2013 – Haters Gonna Hate
- 2014 – All Star
- 2015 – The Other Line
- 2021 – Bitter
- 2021 – Gone Are The Good Days